# Marquéglise
Marquéglise – miejscowość i gmina we Francji, w regionie Hauts-de-France, w departamencie Oise.
Według danych na rok 1990 gminę zamieszkiwały 303 osoby, a gęstość zaludnienia wynosiła 45 osób/km² (wśród 2293 gmin Pikardii Marquéglise plasuje się na 697. miejscu pod względem liczby ludności, natomiast pod względem powierzchni na miejscu 712.).